# Todor Tanev
Pour les articles homonymes, voir Tanev.
Todor Alexandrov Tanev (en bulgare : Тодор Александров Танев), né le 30 octobre 1957 à Sofia ou Gabrovo (Bulgarie), est un politologue, sociologue et homme politique bulgare membre du Bloc réformateur (RB). 
Il est ministre de l'Éducation  et des Sciences dans le deuxième gouvernement de Boïko Borissov entre 2014 et 2016.

## Biographie

### Parcours politique
Il appartient au conseil citoyen du Bloc réformateur (RB). Le 7 novembre 2014, il est nommé ministre de l'Éducation et de la Science dans le gouvernement de coalition centriste du Premier ministre conservateur Boïko Borissov. Il est remplacé le 3 février 2016 par Meglena Kouneva.